# Xanthorhoe parvula
Xanthorhoe parvula là một loài bướm đêm trong họ Geometridae.